# Madasumma fuscinervis
Madasumma fuscinervis är en insektsart som först beskrevs av Carl Stål 1877.  Madasumma fuscinervis ingår i släktet Madasumma och familjen syrsor. Inga underarter finns listade i Catalogue of Life.